# أسيلة
الأَسْيَلَة (Acylation) في الكيمياء هي عملية إضافة مجموعة أسيل إلى مركب كيميائي. يسمى الكاشف الكيميائي الذي يقوم بهذه العملية باسم العامل المؤسيل.
تمثل هاليدات الأسيل أحد أشهر العوامل المؤسيلة لأنها تشكل إلكتروفيلات قوية عند معالجتها مع حفازات فلزية.

## أمثلة
من أشهر الأمثلة على هذا التفاعل أسيلة فريدل-كرافتس، حيث يستخدم كلوريد الأسيتيل كعامل مؤسيل بوجود كلوريد الألومنيوم كحفاز لإضافة مجموعة أسيتيل إلى البنزين. تتم آلية التفاعل وفق نمط استبدال عطري محب للإلكترونات.
تستخدم هاليدات الأسيل وأنهيدريدات الأحماض الكربوكسيلية بشكل شائع من أجل أسيلة الأمينات أثناء تحضير الأميدات أو لأسيلة الكحولات لتشكيل الإسترات. كما يمكن استخدام حمض السكسنيك من أجل إجراء نوع خاص من عمليات الأسيلة.

## الأسيلة في علم الأحياء
تمثل أسيلة البروتين عملية تحوير بعد الترجمة Post-translational modification للبروتينات عن طريق إرفاق مجموعة وظيفية من خلال رابطة الأسيل. من أشهر الأمثلة على ذلك أسيلة الدهون، عن طريق إضافة أحماض دهنية إلى نوع خاص من الأحماض الأمينية، من الأمثلة على ذلك إضافة الميريستويل Myristoylation و إضافة البالميتويل Palmitoylation.
لوحظ أن أسيلة البروتينات عملية تمثل أحد آليات التأشير الحيوي biological signaling.

## اقرأ أيضاً
- أسيل
- بروتين تحفيز الأسيلة